# 8966 Hortulana
A 8966 Hortulana (ideiglenes jelöléssel 3287 T-1) a Naprendszer kisbolygóövében található aszteroida. Cornelis Johannes van Houten, Ingrid van Houten-Groeneveld és Tom Gehrels fedezte fel 1971. március 26-án.